# Paraglenea transversefasciata
Paraglenea transversefasciata är en skalbaggsart som beskrevs av Stefan von Breuning 1952. Paraglenea transversefasciata ingår i släktet Paraglenea och familjen långhorningar. Inga underarter finns listade i Catalogue of Life.